# Лесные Поляны (Северо-Казахстанская область)
Лесные Поляны (каз. Лесные Поляны) — упразднённое село в Аккайынском районе Северо-Казахстанской области Казахстана. Входило в состав Полтавского сельского округа. Исключено из учётных данных в 2024 году.
Код КАТО — 595849300.

## География
Расположено около озера Жиландыколь.

## История
Указом ПВС Казахской ССР от 16.08.1971 года посёлку отделения № 2 совхоза «Полтавский» присвоено наименование село Лесные Поляны.

## Население
В 1999 году численность населения села составляла 227 человек (115 мужчин и 112 женщин). По данным переписи 2009 года, в селе проживало 95 человек (56 мужчин и 39 женщин).